# مركز غرب الصين الطبي
مركز غرب الصين الطبي واسمه الكامل مركز غرب الصين الطبي التابع لجامعة سيتشوان (بالصينية: 四川大学华西医学中心) (بالإنجليزية: West China Medical Center of Sichuan University)‏ وكان يعرف سابقًا باسم جامعة غرب الصين للعلوم الطبية (بالإنجليزية: West China University of Medical Sciences)‏؛ مركز طبي صيني تابع لجامعة سيتشوان الواقعة في تشنغدو في مقاطعة سيتشوان في غرب الصين، وتديره وزارة التعليم الصينية. تأسس المركز في عام 1914 ودُمج مع جامعة سيتشوان في عام 2000. صُنف المستشفى التابع له، المعروف باسم «مستشفى غرب الصين» ضمن أفضل ثلاثة مستشفيات صينية. يعد المركز أحد ثماني جامعات طبية تحت الإدارة المباشرة لوزارة التربية والتعليم في الصين.